# Bolívia nos Jogos Olímpicos de Inverno de 1984

A Bolívia competiu nos Jogos Olímpicos de Inverno de 1984 em Sarajevo, Iugoslávia.